# Francis Turner Palgrave
Francis Turner Palgrave, född den 28 september 1824 i Great Yarmouth, död den 24 oktober 1897 i London, var en brittisk skald och kritiker, son till Francis Palgrave.
Palgrave bedrev grundliga studier i Oxford, var 1855-84 anställd i undervisningsdepartementet och från 1885 till sin död professor i poesi vid Oxfords universitet. Palgrave var förtrogen vän till Tennyson. Bland hans poetiska skrifter märks Idylls and songs (1854), Hymns (1867; 2:a upplagan 1868), Lyrical poems (1871) och Amenophis (1892). Genom sina omsorgsfullt sammanställda och vitt spridda antologier - Golden treasury of english songs and lyrics (1861; ny serie 1897) och Treasury of sacred song (1889) - bidrog Palgrave väsentligt till den litterära bildningen bland allmänheten. Av Palgraves kritiska skrifter kan nämnas Essays on art (1866) och Landscape in poetry (1897).